# Pomnik Johanna Straussa w Wiedniu
Pomnik Johanna Straussa (niem. Johann-Strauß-Denkmal) – pomnik usytuowany w parku miejskim (Stadtpark) w Wiedniu w Austrii. Upamiętnia austriackiego kompozytora Johanna Straussa (młodszego).   

## Historia
W 1903 powołano komitet budowy pomnika ku czci kompozytora Johanna Straussa i zwrócono się z odezwą do mieszkańców Wiednia, aby wsparli finansowo to przedsięwzięcie. W 1905 rada gminy wiedeńskiej wyasygnowała na ten cel 10 tys. koron. W 1906 rozpisano konkurs mający wyłonić projekt przyszłego pomnika. Następnie komitet zatwierdził jednomyślnie projekt pomnika autorstwa rzeźbiarza Edmunda Hellmera. W 1907 ustalono dla pomnika lokalizację na terenie parku miejskiego w Wiedniu. Realizacja pomnika była ciągle opóźniana z powodu problemów finansowych. Przyczyną dodatkowego opóźnienia był wybuch I wojny światowej. 23 stycznia 1920 na posiedzeniu rady gminy zdecydowano przeznaczyć większą sumę pieniędzy na budowę pomnika. 
26 czerwca 1921 miało miejsce uroczyste odsłonięcie pomnika, m.in. w obecności Filharmoników Wiedeńskich.
W 1935 usunięto uszkodzone złocenie posągu przedstawiającego postać Straussa i dopiero w 1991 przywrócono pierwotny stan pomnika. 
W 2011 przeprowadzono gruntowną renowację całości założenia pomnikowego, która kosztowała około 300 tys. euro.

## Opis
Pozłacany posąg z brązu stojący na cokole przed łukiem wykonanym z białego marmuru ozdobionym płaskorzeźbami, ukazuje Johanna Straussa grającego na skrzypcach. 
Jest prawdopodobnie najczęściej fotografowanym pomnikiem w Wiedniu. Pomnik stoi w pobliżu Kursalon-Hübner, miejsca, gdzie w 1868 odbył się pierwszy koncert Johanna Straussa. 
Kopie posągu Straussa stoją od 1990 w Osace w Japonii, od 1999 w Kunmingu w Chinach, od 16 marca 2002 w „Parque de Los Colegiales” w Hawanie na Kubie, od 12 lipca 2003 w Pawłowsku w Rosji i od 2016 w Szanghaju.

## Galeria

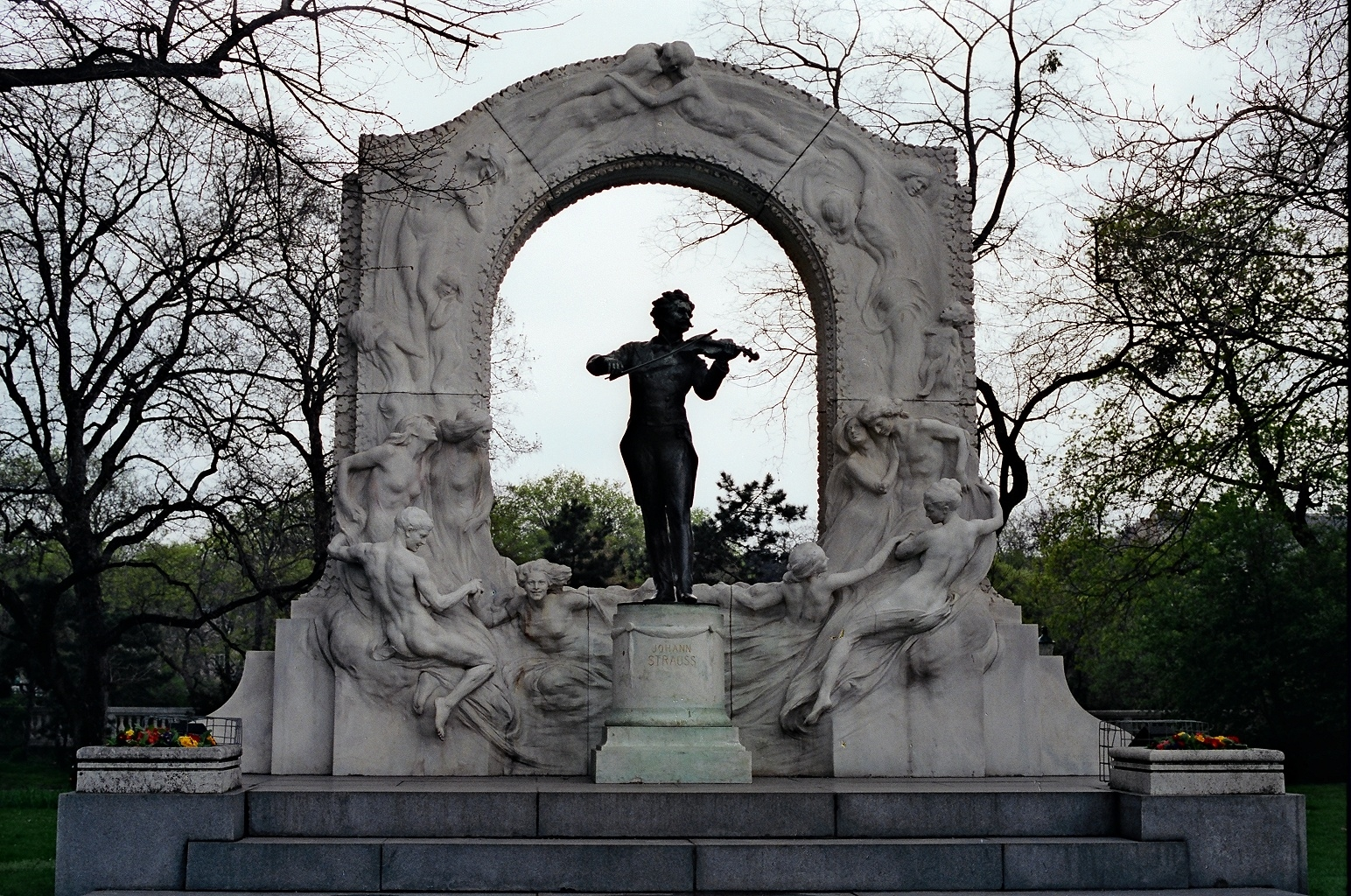
Pomnik w 1987
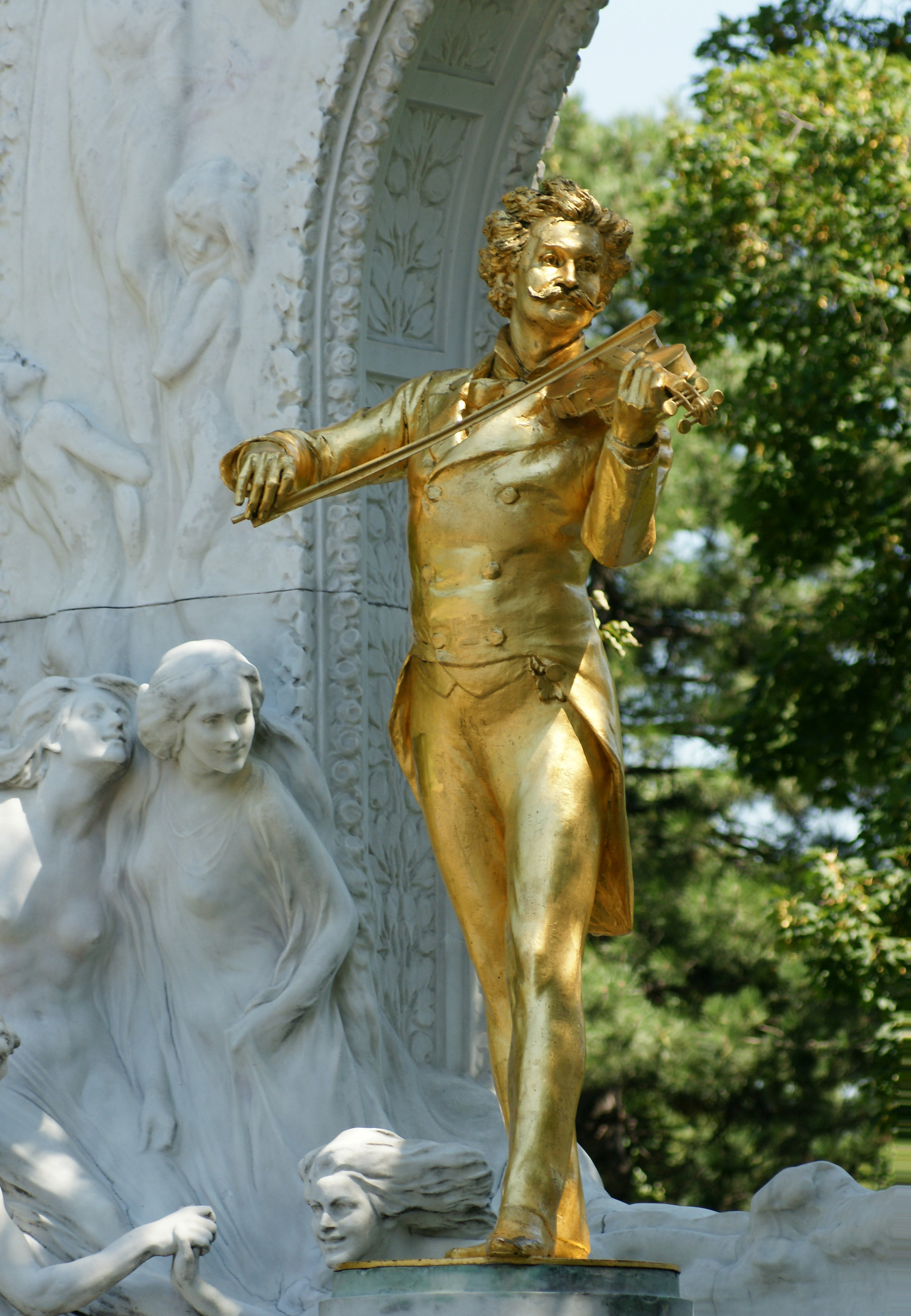
Widok pozłacanego posągu Straussa